# Nadine Szöllősi-Schatzl
Pour les articles homonymes, voir Szöllősi.
Dans le nom hongrois Schatzl Nadine, le nom de famille précède le prénom, mais cet article utilise l’ordre habituel en français Nadine Schatzl, où le prénom précède le nom.
Nadine Szöllősi-Schatzl, née Schatzl le 19 novembre 1993 à Munich, est une handballeuse internationale hongroise évoluant au poste d'ailière gauche.

## Palmarès

### Club
compétitions internationales
- finaliste de la Ligue des champions en 2012 (avec Győri ETO KC, ne joue pas la finale)

compétitions nationales
- championne de Hongrie en 2011, 2012 (avec Győri ETO KC), 2021 (avec Ferencváros TC), 2022 (avec Győri ETO KC)
- vainqueur de la coupe de Hongrie en 2011, 2012 (avec Győri ETO KC) et 2017 (avec Ferencváros TC)

### Sélection
Jeux olympiques
- 7e place aux Jeux olympiques de 2020

Championnats du monde
- 15e place au championnat d'Europe 2017
- 14e place au championnat d'Europe 2019

Championnats d'Europe
- 12e place au championnat d'Europe 2016
- 7e place au championnat d'Europe 2018
- 10e place au championnat d'Europe 2020

### Distinctions individuelles
- élue meilleure handballeuse de l'année en Hongrie en 2019